# 東寶特攝片的登場兵器
東寶特攝片的登場兵器日本電影公司東寶的科幻特攝片中所虛構的一些兵器。

## 陸地武器

### 24連裝火箭炮車
第二部哥吉拉電影哥吉拉的逆襲中出現由道具師渡辺明設計，虛擬組織-防衛軍的裝備大舉出現於諸多電影中，背有大量火箭炮管的車輛，大怪獸巴朗中出現用兩棲艇撘載後在海上作戰。
登場作品
- 『哥吉拉的逆襲』
- 『空中大怪獸拉頓』
- 『地球防衛軍』
- 『大怪獸巴朗』
- 『怪獸大戰爭』
- 『地球攻擊命令_哥吉拉對蓋剛』
- 『哥吉拉對梅加洛』

另外在哥吉拉vs碧奧蘭蒂和哥吉拉vs戴斯特洛伊亞中本車以變形版的第二代登場，車體改為自衛隊73式大型卡車。

### 73式小型車
哥吉拉×機械哥吉拉和哥斯拉 東京SOS登場的吉普車，本質為真實自衛隊存在的三菱73式吉普車。

### 83式600mm地対地飛彈車
哥吉拉vs碧奧蘭蒂、哥吉拉vs王者基多拉、哥吉拉 (1984年)中出現，陸上自衛隊的大型飛彈車，採用現實中的74式多用途卡車為藍本後面加上兩枚大型地對地飛彈。

### 92式愛國者飛彈<改>対G系統訂製車
哥吉拉vs碧奧蘭蒂、怪獸行星哥吉拉中出現，地對空飛彈改裝的對怪獸飛彈車，上漆有92GPS型號，旁邊伴隨補助車兩台提供發電和雷達，與現實中愛國者飛彈類似。

### 92式殺獸光線車
哥吉拉vs碧奧蘭蒂中首次出現，平成系列哥吉拉中所有作品都有出現，原本為了攔截彈道飛彈而設計，怪獸出現後改裝為8輪駆動的戰車，後部有超導體發電與氦冷卻裝置，屬於介子砲。

### 93式自走高射殺獸光線車
哥吉拉vs摩斯拉、哥吉拉vs戴斯特洛伊亞、哥吉拉vs機械哥吉拉中出現，外殼漆有MBAW-93番號，也稱雙馬塞坦克能攻擊對空目標但火力比92式弱以換取較輕的雙砲管，能高仰角指向空中，聯合國G作戰時有小改裝外觀，並加入遙控的無人操作功能。

### 探照燈車
多部電影中出現的探照燈車，供夜間移動照明鎖定怪獸位置，怪獣大戦争中還擔任A光線車的牽引車使用。

### 自走飛彈発射機
地球防衛軍和宇宙大怪獸德古拉中出現的六輪飛彈車輛，與現實中美軍MGR-1 飛彈車類似。

### 戦闘指揮車
怪獸總進擊和地球攻擊命令 哥吉拉對蓋剛出現，可以遙控多目的戦車攻擊，類似現實中警備指揮車的貨櫃6輪車輛，上有雷達天線。

### 多目的戦車
怪獸總進擊和地球攻擊命令 哥吉拉對蓋剛出現，一種多種武器掛於上面的坦克，有200mm戰車砲和160mm副砲，上還有兩枚飛彈總體火力強。

### 武裝半卡車
怪獸總進擊和地球攻擊命令 哥吉拉對蓋剛出現的誇張武裝車輛，原型為M3半履帶車後方武器改為熱線砲和飛彈，兩側裝有四管火箭砲。

### 履帶飛彈車
摩斯拉 (1961年)、科學怪人的怪獸 山達對蓋拉、哥吉拉對梅加洛中出現，原型為現實中60式裝甲運兵車上面加有飛彈。

## 空中武器

### 噴射直升機
怪獸總進擊、緯度0大作戰、金剛的逆襲、GUNHED、哥吉拉對梅加洛中出現，具有飛機和直升機的構造，能飛往北極。

### 93式殺獸光線攻撃機
機身代號ASTOL-MB93的飛機，出現於哥吉拉vs摩斯拉。一種短距起降攻擊機裝有兩管殺獸光線，富士山重工業開發。

### 白鷺
代號AC-3的大型戰機，哥吉拉×機械哥吉拉和哥斯拉 東京SOS登場。由三架飛機組合構成一架大飛機，3式機龍的輸送和補給都依賴此機，2003年4月機龍運用部隊「第1機龍隊」（八王子駐屯地）成立時共有6架。

### Super X
自衛隊的空中戰艇，在1984年的電影《哥吉拉》登場。故事設定為由陸上自衛隊幕僚監部附屬實驗航空隊所屬，是個外型無機翼；但可垂直起降、飛行的移動要塞設備靠著照明彈引誘戰術將主力武器「鎘彈」（カドミウム弾）打入哥吉拉體內後；一度成功讓哥吉拉喪失行動力。第二代裝有高出兩倍耐熱力的TA32合金裝甲，主要武裝則為由比鑽石堅硬材質製成的「火鏡」（ファイヤーミラー），該裝備可將從哥吉拉口中噴出的熱線給反射回去。

## 海上武器

### 轟天号
1963年《海底軍艦》《惑星大戰爭》和《哥吉拉 最後戰役》電影出現，能在大氣圈內和宇宙中飛行，時速可達18萬公里。裝載雷射光及炸彈等武器，艦首有個巨大的電鑽。

### 海神號
日本沈没登場的潛艇，海底開発株式会社開發的深海潜水艇。

## 其他

### 水中氧氣破壞劑
哥吉拉_(1954年)初代就出現的武器，由芹沢大助博士開發成功，被設定是唯一能真正殺死哥吉拉的武器，透過特殊物質電磁反應一瞬間滅掉水中氧氣並釋放巨大能量，能將生物體肌肉骨骼完全液化的恐怖武器。諸多哥吉拉作品中被提及或出現。

### 微波6000雷電控制系統
哥吉拉vs碧奧蘭蒂出現的碘化銀散布人工雷電製造裝置，通過振盪雷電產生的高頻來加熱目標物體分子的實驗系統，系統由一個產生磁場的巨型天線車（稱為聲束車）和一個帶有類似避雷針的突起的地雷型電位差發生器組成。基於此形成了一個實驗場。當將負電荷施加到電位差生成器時，閃電將與天空中的電荷放電，物體被產生的高頻加熱，被開發為地面武器但需要大量電力所以部署位置旁建造了專用發電廠。